# Axel Axelsson (Handballspieler)
Axel Sölvi Axelsson (* 25. Juli 1951) ist ein ehemaliger isländischer Handballspieler und -trainer. Der 1,90 Meter große linke Rückraumspieler wurde mit dem TSV Grün-Weiß Dankersen Deutscher Meister.

## Karriere
Axel Axelsson begann mit zwölf Jahren bei Fram Reykjavík mit dem Handballspielen. Bereits mit 17 Jahren spielte er für die erste Mannschaft und wurde mit dem Verein 1970 und 1972 Isländischer Meister. 1974 wurde er mit 106 Toren Torschützenkönig der Úrvalsdeild und Vize-Pokalsieger nach einer 16:24-Finalniederlage gegen Valur Reykjavík. Danach wechselte er in die deutsche Bundesliga zum TSV Grün-Weiß Dankersen, wo er als erster Ausländer in die Vereinsgeschichte einging. Nach zwei Vize-Meisterschaften 1975 und 1976, konnte er mit dem Verein 1977 die Meisterschaft gewinnen. Im Finale gegen den TV Großwallstadt wurde Axel zum Siegtorschützen. Er erzielte 45 Sekunden vor Schluss per Siebenmeter den Treffer zum 21:20-Endstand. Zunächst hatte er den Strafwurf an die Latte geworfen, doch da die Schiedsrichter die Ausführung noch nicht freigegeben hatten, musste er wiederholt werden. 1975, 1976 und 1979 wurde er mit Dankersen außerdem DHB-Pokalsieger. Das Europapokalfinale 1976 wurde bei BM Granollers nach Verlängerung verloren. Obwohl er in seinen ersten beiden Jahren in Minden häufig verletzt war, wurde er dreimal bester Torschütze GWDs. Vor seiner Rückkehr 1980 zu Fram Reykjavík wurde ihm zu Ehren und seinem Wunsch entsprechend ein Abschiedsspiel mit dem TuS Nettelstedt ausgetragen. Die beiden stark rivalisierenden Vereine hatten seit dem Wechsel Herbert Lübkings 1970 auf gegenseitige Freundschaftsspiele komplett verzichtet. Bereits im März 1981 kehrte Axel nach Dankersen zurück, konnte den Abstieg in die 2. Bundesliga jedoch nicht verhindern. In der folgenden Saison konnte der direkte Wiederaufstieg gefeiert werden. Im Oktober 1982 riss er sich die Achillessehne.
1983 kehrte er endgültig nach Island zurück und wurde Spielertrainer bei UMF Afturelding, für die er später auch als Co-Trainer arbeitete. Von Sommer 1999 bis zu seinem Rücktritt im März 2000 war er Trainer der Frauen-Mannschaft von ÍR Reykjavík.
Axel debütierte am 1. Dezember 1971 gegen Jugoslawien in Reykjavík für die Isländische Nationalmannschaft. Insgesamt absolvierte er 84 Länderspiele, in denen er 328 Tore erzielte. Er nahm an den Olympischen Sommerspielen 1972 sowie der Weltmeisterschaft 1974 teil. Zuvor war er bereits Jugend- und Junioren-Nationalspieler.

## Erfolge
- Isländischer Meister (2): 1970, 1972
  - Isländischer Vizemeister (2): 1969, 1973
- Deutscher Meister (1): 1977
  - Deutscher Vizemeister (2): 1975, 1976
  - Isländischer Vize-Pokalsieger (1): 1974
- DHB-Pokalsieger (3): 1975, 1976, 1979
  - Vize-Europapokalsieger der Pokalsieger (1): 1976
- Aufstieg in die Bundesliga (1): 1982
- Torschützenkönig der Úrvalsdeild (1): 1974

## Sonstiges
Axel Axelsson ist gelernter Industriekaufmann. Zwischen seinem sechsten und 17. Lebensjahr spielte er Fußball und nach seiner Handball-Karriere Golf. Seine Frau Kristbjörg Magnúsdóttir war ebenfalls isländische Handball-Nationalspielerin (ein Länderspiel). In ihrer gemeinsamen Zeit in Minden spielte sie für den TuS Eintracht Minden und wurde ebenfalls Deutsche Meisterin in den Jahren 1975 und 1976 sowie DHB-Pokalsiegerin 1977.